# Santiago Aznar Sarachaga
Santiago Aznar Sarachaga (Abando, Bilbao, 1903- Caracas, 1979) fou un polític socialista basc. El 1920 era un membre actiu de les Joventuts Socialistes d'Espanya i el 1930 va ser escollit secretari del Sindicat Tèxtil de la UGT. Va ser també Secretari de l'Agrupació Socialista de Bilbao i de la Federació Juvenil Socialista Basconavarresa del PSOE. També va ser un promotor de la llengua auxiliar internacional esperanto.
El 1931 fou escollit regidor i tinent d'alcalde de l'Ajuntament de Bilbao i Secretari General de la UGT de Biscaia. Va participar molt activament en el moviment municipalista de 1934, així com en la revolució d'octubre d'aquest any, a causa d'això va ser condemnat i empresonat. El 1936 fou nomenat Conseller del Departament d'Indústria del Govern d'Euzkadi, càrrec des d'on va aconseguir mantenir l'operativitat de la indústria i la de la flota mercant basca. També fou el que proposà la ikurriña com a bandera del govern autònom. Nomenat membre de la Junta de Defensa de Bilbao, amb Jesús María de Leizaola i Juan Astigarrabia s'encarregà de mantenir l'ordre durant la retirada de l'Eusko Gudarostea de Bilbao.
En acabar la guerra civil espanyola es va exiliar a França i, posteriorment va viure a Londres, Mèxic, Nova York i Veneçuela, on continuà formant part del Govern Basc a l'exili. El 1940 proposà la creació d'un Partit Socialista Obrer Basc separat del PSOE, però Indalecio Prieto s'hi va oposar. El 2006 li fou dedicat un carrer a Bilbao.